# Tentoonstelling van Levende Meesters
Tentoonstelling van Levende Meesters was de naam van een reeks tentoonstellingen met werken van hedendaagse kunstenaars, die tussen 1808 en 1917 in een aantal grote steden in Nederland werden georganiseerd.

## Geschiedenis
Lodewijk Napoleon, koning van Holland, nam het initiatief tot het organiseren van de tentoonstellingen. Hij werd daarbij geïnspireerd door de Parijse salon, een kunsttentoonstelling die vanaf de tweede helft van de zeventiende eeuw in de Franse hoofdstad werd gehouden. De eerste Nederlandse tentoonstelling werd in 1808 gehouden in de Kleine Krijgsraadzaal van het Koninklijk Paleis op de Dam in Amsterdam. Aanvankelijk zou de tentoonstelling jaarlijks, wisselend in Amsterdam en Den Haag, worden gehouden. Later kwamen daar steden als 's-Hertogenbosch en Rotterdam bij en veranderde de frequentie. De organisatie lag in de handen van lokale commissies.
Inzendingen
Voor de tentoonstellingen konden zowel beroepskunstenaars als amateurs hun werk inzenden. Het werk mocht ook te koop worden aangeboden, wat gunstig kon zijn omdat de organisatie geen commissie rekende. Vanaf het begin konden ook vrouwen deelnemen, terwijl het kunstonderwijs voor hen pas in de tweede helft van de 19e eeuw werd opengesteld. Voor de eerste tentoonstelling werden 111 schilderijen ingezonden, een deel daarvan dong -anoniem- mee naar een prijs. Inzenders waren onder anderen Pieter Barbiers, Charles Howard Hodges, Jan Willem Pieneman en Johan Bernard Scheffer. Henriëtta Geertrui Knip stuurde een bloemstilleven in, maar wordt niet in de catalogus vermeld. Vanaf de tweede tentoonstelling in 1810 konden naast schilderijen ook gravures, (bouwkundige) tekeningen, beeldhouwwerken en penningen worden ingezonden. Beroepskunstenaars die de wanden vol zagen hangen met amateurkunst, protesteerden in de jaren twintig van de 19e eeuw uit angst voor hun kostwinning. De toelatingseisen werden opgeschroefd, werken moesten in het vervolg een 'genoegzame kunstwaarde' hebben. Rond 1850 werden de eerste foto's ingezonden (daguerreotypieën), die soms werden geweigerd of na protest van andere kunstenaars werden verwijderd.

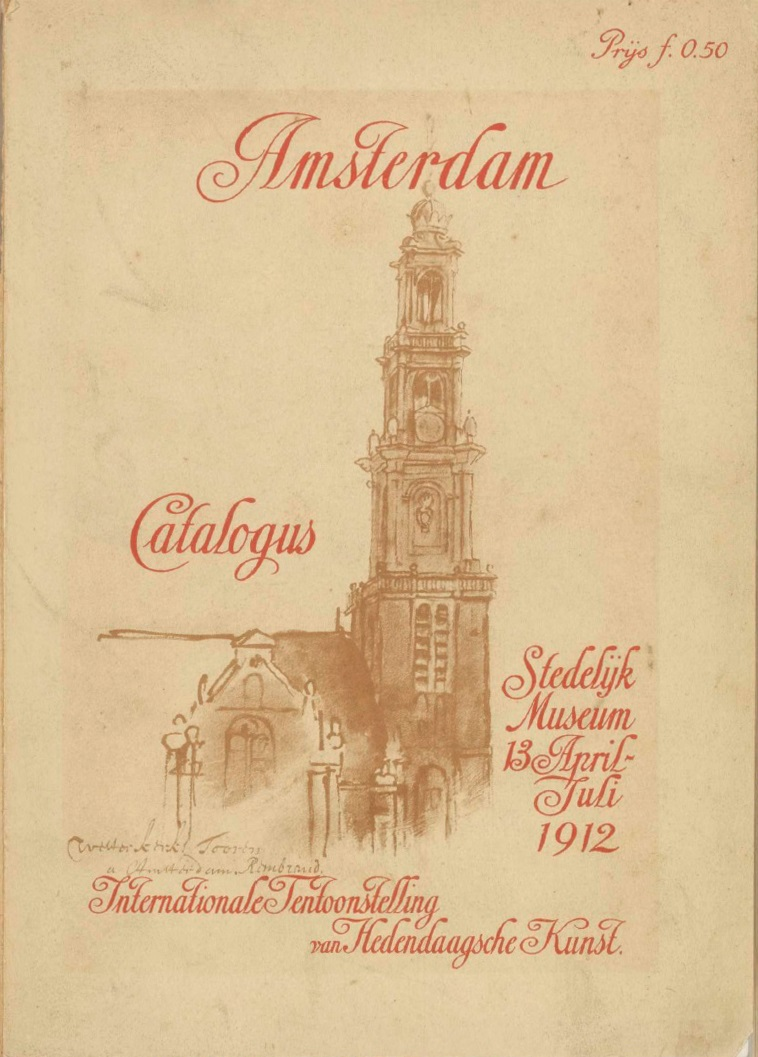
Voorkant van de catalogus uit 1912.

De ruime toelating bracht met zich mee dat jonge kunstenaars bij de Levende Meesters konden debuteren, onder wie Jan Hoynck van Papendrecht (1884), Isaac Israëls (1881), Taco Mesdag (1849), Anna van Sandick (1852) en Maurits Verveer (1851). Vanaf 1840 konden ook buitenlandse kunstenaars deelnemen aan de tentoonstellingen en vanaf 1860 werden gouden en zilveren medailles aan kunstenaars toegekend.
In 1912 werd nog een tentoonstelling van Levende Meesters gehouden in Amsterdam en vijf jaar later werd in de Rotterdamse academie de laatste georganiseerd. Mogelijk mede als gevolg van de Eerste Wereldoorlog waren de financiële middelen beperkt.
Catalogi
Voor elke tentoonstelling werd een catalogus gemaakt, waarin een overzicht werd opgenomen van de ingezonden kunstwerken (eventueel met prijsopgave) en deelnemende kunstenaars. De catalogi zijn door het RKD-Nederlands Instituut voor Kunstgeschiedenis gedigitaliseerd.

## Kunstwerken
Tentoongestelde kunstwerken waarover een artikel op de Nederlandstalige Wikipedia staat.
- 1818, Amsterdam: De vaart bij 's-Graveland, schilderij van Pieter Gerardus van Os
- 1839, Den Haag: Gezicht op de Parijse kade en de hoofdkerk te Rouaan, schilderij van Johannes Bosboom
- 1912, Amsterdam: Portret van Christian Leibbrandt, schilderij van Theo van Doesburg